# Джин-тонік

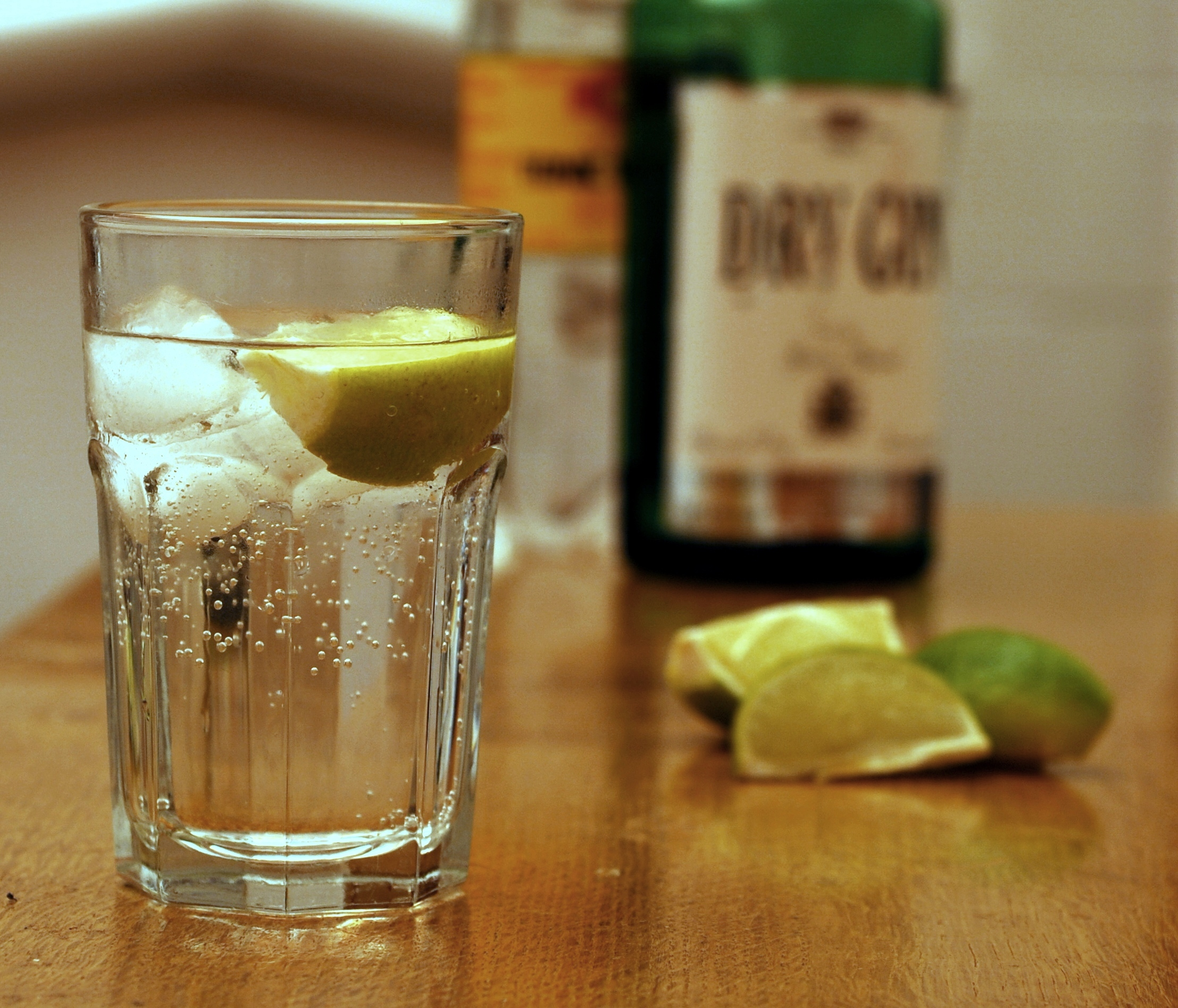
Джин-тонік з лаймом

Джин-тонік — коктейль, що містить  джин та тонік, з додаванням лайма чи лимона і льоду. Співвідношення джина до тоніка коливається від рівних пропорцій до одного до трьох.

## Історія
Цей коктейль було створено  британцями в  Індії. Тонік містить хінін, який здавна використовували для запобігання  малярії. Оскільки тонік у XIX столітті був дуже гіркий, то солдати відмовлялися його пити. Тоді англійські офіцери додали до тоніку джин з цукром та соком лимону, щоб зробити напій смачнішим. Таким чином, англійські солдати спокійно вживали профілактичний засіб проти малярії, що не давало можливості виникненню гарячкових нападів, притаманних малярії, зберігало боєздатність самих солдат. Це було одним з факторів успішної колоніальної експансії Великої Британії у той період. Надмірне вживання джин-тоніку призводило не тільки до алкоголізму, але й до розвитку синдрому побічних явищ великих доз хініну (так званий «цинхонізм»), що проявлявся у вигляді відчуття дзвону у вухах, головного болю, нудоти, у тяжких випадках — втратою слуху та зору. Через це вміст хініну було зменшено до 0,1 г на 1 літр води.
Хоча використання хініну з метою профілактики малярії в наш час значно знизилося, джин-тонік залишається популярним напоєм. Тонік став містити менше хініну і став менш гірким (зазвичай його підсолоджують). Цей освіжаючий коктейль особливо популярний в жарку пору року.
Основою джин-тоніка заводського виробництва, що продається у скляній тарі або в жерстяних баночках, як й інших слабоалкогольних напоїв, є не джин, а питний спирт, з додаванням ароматизаторів лимона і ялівцю. Такі коктейлі вважаються, нарівні з пивом, причиною дитячого алкоголізму і масових випадків гострого панкреатиту у молодих людей.